# Klaus Larsen
Klaus Larsen (født 22. oktober 1981) er en dansk fodboldspiller, der repræsenterer Otterup Bold- og Idrætsklub. Klaus Larsens foretrukne placering på banen er som forreste angriber. Hans styrker på banen er, at han er stærk teknisk og har et godt målinstinkt.

## Klubkarriere
Klaus Larsen har spillet i Otterup Bold- og Idrætsklub siden han var lilleput spiller. Han er den eneste på Otterups nuværende A-hold som har spillet alle sine kampe iført den blå-stribede Otterup trøje.
Klaus Larsen har gennem sin tid som Otterup spiller fået tilbud fra klubber som ønskede hans kvaliteter, men han har aldrig fundet disse interessante nok, og spiller derfor stadigvæk i sin hjerteblodsklub Otterup B&IK. Noget af efterspørgslen kom fra de store fynske klubber FC Fyn & Odense Boldklub.